# Brachystelma stellatum
Brachystelma stellatum är en oleanderväxtart som beskrevs av Eileen Adelaide Bruce och R. A. Dyer. Brachystelma stellatum ingår i släktet Brachystelma och familjen oleanderväxter. Inga underarter finns listade i Catalogue of Life.